# Colyton, Devon
Colyton este un oraș în comitatul Devon, regiunea South East, Anglia. Orașul se află în districtul East Devon.